# Ludwig Linsert
Ludwig Linsert (né le 2 octobre 1907 à Munich, mort le 29 juillet 1981 dans la même ville) est un résistant allemand au nazisme.

## Biographie
Linsert, qui vient d'une famille ouvrière social-démocrate, suit un apprentissage de serrurier et d'ingénieur électricien. Membre de la Fédération allemande des travailleurs de la métallurgie (DMV) depuis l'âge de quatorze ans, il rejoint l'Internationaler Sozialistischer Kampfbund (ISK) en 1931 et est animateur de jeunesse pour Les Amis de la nature.
Après la prise du pouvoir du NSDAP, l'épicerie du quartier de Laim, que Linsert et sa femme Margot dirigent à partir de la même année, sert de lieu de rencontre et de base pour le travail de résistance (y compris des campagnes de tracts, l'affichage de slogans sur les murs des maisons) du groupe munichois de l'ISK, dans lequel, en plus des Linsert par ex., Ludwig Koch et Hans Lehnert sont également des dirigeants. Une vague d'arrestations contre l'ISK commence en 1937, le groupe munichois est démantelé par la Gestapo à la fin de l'été 1938. Linsert est condamné à deux ans de prison pour avoir préparé une haute trahison. Après sa sortie de prison, il est déployé dans la bataillon disciplinaire 999 sur le front de l'Est à partir de 1943 et est fait prisonnier par les Soviétiques en 1944. Il revient en Allemagne en 1947.
Vivant à nouveau à Munich, Linsert est impliqué dans le DGB, pour lequel il travaille à plein temps à partir de 1949, à partir de 1950 en tant que président du district de Munich et de 1958 à 1969 en tant que président du Land de Bavière. Linsert, qui rejoint le SPD en 1948, est membre du Sénat bavarois en tant que représentant syndical entre 1956 et 1969 et en est le vice-président de 1967 jusqu'à son départ deux ans plus tard. De 1979 jusqu'à sa mort, il est président fédéral du Groupe de travail des sociaux-démocrates anciennement persécutés (AvS).